# زكرياء العزوزي
زكرياء العزوزي (7 مايو 1996 بروتردام في هولندا - ) هو لاعب كرة قدم مغربي في مركز الهجوم. شارك مع منتخب المغرب تحت 17 سنة لكرة القدم ومنتخب المغرب تحت 20 سنة لكرة القدم. أما مع النوادي، فقد لعب مع أياكس أمستردام وتفينتي أنشخيدة وشباب أياكس ونادي الخريطيات القطري.

## السيرة الذاتية
ولد زكريا في روتردام في هولندا وسط عائلة أمازيغية من الريفيون المستقرون في هولندا و يعود أصله إلي جبال الريف، تحديدًا من قبيلة إبقوين الأمازيغية الموجودة حوالي مدينة الحسيمة في المغرب. لديه اثنين من أبناء عمومته يلعبون كرة القدم الاحترافية، أسامة العزوزي وأنور العزوزي.

## وصلات خارجية
- زكرياء العزوزي على موقع الاتحاد الأوربي (الإنجليزية)
- زكرياء العزوزي على موقع قاعدة بيانات كرة القدم.إي يو (الإنجليزية)
- زكرياء العزوزي على موقع Soccerway.com (الإنجليزية)
- زكرياء العزوزي على موقع عالم كرة القدم.نت (الإنجليزية)